# Amphiglossus macrocercus
Amphiglossus macrocercus е вид влечуго от семейство Сцинкови (Scincidae). Видът е незастрашен от изчезване.

## Разпространение
Разпространен е в Мадагаскар.